# Woźniki (powiat zawierciański)
Woźniki – wieś w Polsce położona w województwie śląskim, w powiecie zawierciańskim, w gminie Irządze.
W latach 1975–1998 miejscowość należała administracyjnie do województwa częstochowskiego.
Wieś przecina droga wojewódzka nr 794.

## Nazwa
Nazwę miejscowości w zlatynizowanej staropolskiej formie Woznyky wymienia w latach (1470–1480) Jan Długosz w księdze Liber beneficiorum dioecesis Cracoviensis. Jako właściciela Długosz wymienia Jakuba herbu Pobóg.